# Karácsony
A karácsony (latinul: Nativitatis Domini, Natalis Domini, „az Úr születése”) a kereszténység második legnagyobb ünnepe, teológiailag a húsvét után a legnagyobb, amellyel Isten fia, Jézus Krisztus földi születésére emlékeznek. Assisi Szent Ferenc az ünnepek ünnepének tartotta. Minden évben december 25-én tartják világszerte, habár Jézus születésének tényleges időpontja nem ismert. Talán azért esett erre a választás, mert egyes keresztény szerzők szerint Jézus szenvedése, azaz a húsvét, illetve fogantatása az év azonos napján, március 25-én történt, vagy azért, mert ekkor van a téli napforduló a Föld északi féltekéjén, illetve a korai keresztények ezen a napon a kötelező Mithrász- és Sol Invictus-ünnep helyett Jézus születését ünnepelték. Ez a keresztény ünnep az első nikaiai zsinat határozata értelmében Jézus Krisztus földi születésének emléknapja: az öröm és békesség, a család és gyermekség, az otthon és szülőföld ünnepe.
Az Újszövetség leírása szerint Jézus istállóban született, mert senki nem fogadta be a házába a várandós Máriát, aki férjével népszámlálásra Betlehembe érkezett a szülés estéjén. A történet szerint napkeleti bölcsek (később a magyar népnyelvben „háromkirályok”) indultak útnak ajándékokkal köszönteni a születendő Messiást, és egy csillag vezette el őket Jézushoz.
Annak ellenére, hogy a karácsony a keresztények ünnepe, sok nem keresztény ember is megüli világszerte az emberi szeretet ünnepeként. A modern és népszerű ünneppel az adott helyi kultúrától függően együtt jár az ajándékozás, a karácsonyi zene, írott üdvözletek küldése, templomi ünneplések, a szentestei vacsora és ünnepi hangulatú tárgyakkal való díszítés, mint például karácsonyfa-állítás, karácsonyi gyertyák (helyett újabban égők), színes üveggömbök, girlandok, magyaroknál szaloncukor, fagyöngyök és krisztustövisek elhelyezése, díszítése.

## A szó etimológiája

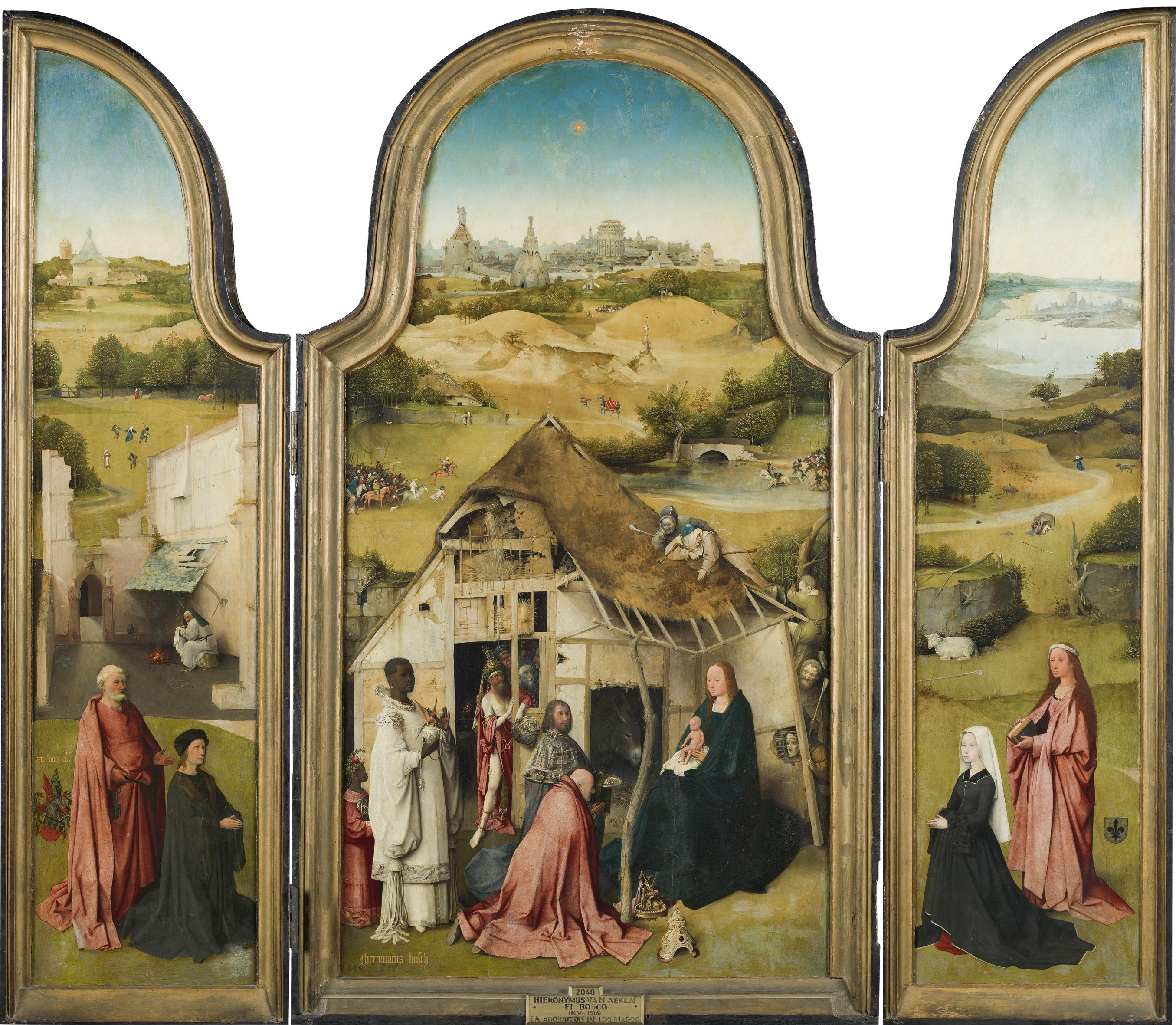
Hieronymus Bosch: A háromkirályok imádása. Triptichon, Prado, Madrid, Spanyolország

A karácsony szó eredetének magyarázatára több elmélet is született. Eredeztethető a latin creatio (teremtés) szóból. A környező népek közül a román (újlatin) nyelvben crăciun szóval illetik a karácsonyt, ami legvalószínűbben a latin calatio (összehívás) vagy creatio (teremtés) kifejezések valamelyikéből származhat.
Eredeztethető még a latin incarnatio (megtestesülés) szóból, mivel ez Isten emberi testben való megjelenésének ünnepe.
Hagyományos magyar elnevezés a kiskarácsony és a nagykarácsony, amely a valóságban két külön ünnepet takar: nagykarácsony december 25-e, karácsony első napja, kiskarácsony pedig január 1-je, Újév napja. Ez erősítheti a latin kifejezésekből való származtatást, hiszen Jézus „megteremtésének”, azaz születésének ünnepe a korai kereszténység idején Újévre esett. 
Kiss Lajos nyelvész, szlavista az 1970-es években azzal a teóriával állt elő a karácsony szó etimológiája kapcsán, miszerint a keleti keresztény egyház szláv nyelvéből kerülhetett a magyarba, valószínűleg bolgár közvetítéssel. Egyes bolgár nyelvjárásokban a kracsun szó a téli és a nyári napfordulót, illetve az azok körüli ünnepnapokat jelenti. A kracsun szó az (át)lép jelentésű korcs- igei tőre vezethető vissza, a szó jelentése pedig a lépő, átlépő értelemtől a fordulónap, napforduló felé fejlődve jutott el mai tartalmáig. Ennek némileg ellentmond, hogy egyetlen környező szláv nyelvben sem használják a 'kracsun' szót a karácsony megnevezésére. A karácsony bolgárul koleda, horvátul, szerbül, szlovénul, macedónul božić, szlovákul: vianoce, ukránul: rizdvo, oroszul rozsgyesztvo, lengyelül boże narodzenie.
Fehér Mátyás Jenő – a tudomány mai állása szerint modernkori hamisítványnak tekintett Kassai kódexre hivatkozva – azt állította, hogy e szavunk a magyar kerecsen/kerecseny szóból származik, visszautalandó a karácsonnyal egy időben tartott, régi magyar szokás szerinti sólyomröptetésre. A sólyom ősidők óta napszimbólum. 
A magas/mély hangrend változása, vagyis a hangrendi átcsapás egyáltalán nem ismeretlen a magyar nyelvben: pl. szaracén ~ szerecsen; tarján (törzsnév) ~ Terény (helynév, Nógrád). A kerecsen szó a magyarból kikopott, „fekete” jelentésű karacs török vagy kun eredetű szó származéka, ezért kapcsolták össze a sólymot a karácsonnyal.
A karácsony szót egyesek tehát magyar eredeztetéssel a fekete színnel, azaz a sötétséggel és a legrövidebb nappallal tartják kapcsolatosnak, miközben pont innentől kezdve a világosság lesz a jellemző. Hiszen a nappal innentől kezdve egyre hosszabb.

## Története

### Ókor
A mai karácsonyi ünnep szellemiségéhez és jellegéhez hasonló ünnepek már a kereszténység elterjedése előtt is léteztek. A téli napforduló környéke a legtöbb vallásban és kultúrában fontos időpont, kezdetben a Nap vagy a természet újjászületésének ünnepe volt. Később erre az időpontra esett Ozirisz, Iuppiter, Pluto és Nimród ünnepe, a germán jul és a római szaturnália.
A Római Birodalom téli napfordulóhoz közeli, december 17–25. között tartott állami ünnepét, a szaturnáliát a földművelés istenének, Szaturnusznak a tiszteletére tartották. Ekkor nagy táncos vigalmakat tartottak birodalomszerte. A fény diadalát ünnepelték a halál és a sötétség felett. A régi ünnep vigasságokkal volt tele, mivel a téli napforduló a régi földművesek körében az újjászületést, a reményt táplálta. Számukra fontos volt a meleg eljövetele, mivel a létük múlott rajta. A meleg időszak a bőségé volt, míg a hideg periódus a sötétség és a nélkülözés évszaka, ilyenkor az isteneket igyekeztek jókedvre deríteni. A szolgák megajándékozása is elterjedt volt. A házakat örökzöld borostyánokkal díszítették. A szaturnália ünnepe egyre hosszabbodott, és úgy ért véget, hogy a december 25-én bekövetkező napfordulón a szoláris istenek emléknapját megtarthassák.
Aurelianus római császár idejétől december 25-én a szoláris jellegű Mithrász és Sol Invictus (napisten) születésnapját tartották, amelyen kötelező volt részt venni. A keresztények számára az jelentette a kiutat ebből, hogy ezen a napon Jézus születésnapját kezdték ünnepelni. A pogány germán népek ekkor tartották a jul (yule) ünnepét.
Miután a kereszténység engedélyezett vallássá vált (313), hamarosan hivatalos ünneppé nyilvánították Jézus születését. A karácsony keresztény ünnepének a célja az volt, hogy lezárja a Jézussal kapcsolatos vitákat, és népszerűsítse a liturgia eszközével az első nikaiai zsinat határozatát (325), mely szerint Krisztus Isten és ember is egy személyben.
Az ünnep napjának megválasztása sok problémát okozott, mert ebben az időben számos egymással ellentmondó nézet uralkodott Jézus születésnapját illetőleg. Így egyesek szerint május 20-án, mások szerint április 18-án vagy 19-én, ismét mások szerint november 25-én, vagy január 6-án született Jézus. A választás mégis december 25-re esett, hogy ellensúlyozzák az e napon ünnepelt Mithrász és Sol Invictus (legyőzhetetlen Nap) pogány ünnepét azáltal, hogy bevezették Krisztusnak, a Sol Salutisnak (az üdvösség Napjának) ünnepét. Ezzel összefüggésben kapott új tartalmat Jézus születésének korábbi ünnepe, a vízkereszt is.
A keresztény ünnep magába olvasztotta a korábbi pogány ünnepek egyes elemeit (erre még ma is számos népszokás emlékeztet). Különösen fontos ilyen szempontból a Mithrász-kultusz, ami sokáig a kereszténység fő vetélytársa volt. Mithrászt a Nappal hozták kapcsolatba; egyes feltételezések szerint Jézus későbbi alakját jelentős részben róla mintázták  (pl. szűztől születés, megváltó szerepe, december 25-i ünnepe stb.). 
A Nap mint szimbólum alkalmat adott a keresztény szimbólumok használatára. Krisztus az „Igazság Napja” szimbólum, már a 2–3. századi keresztény irodalomban megtalálható. A Napra vonatkozó egyes ószövetségi szövegeket Krisztusra értették, mint például „Nektek akik félitek ma nevemet, föl fog kelni az igazság Napja.” (Malakiás 4,2) Különösen profetikus és gazdag lesz szimbólumokban a 19. (18.) zsoltár Krisztusra vonatkoztatva.
Karácsony december 25-i ünnepe római eredetű nagy nyugati ünnep volt, amely fokozatosan, a 4–5. században terjedt el az egész kereszténységben és a 6. században vált teljesen általánossá. Fontosságát jelzi, hogy az évek számítását is „ab incarnatione Domini” kezdték számolni.

### Újkor

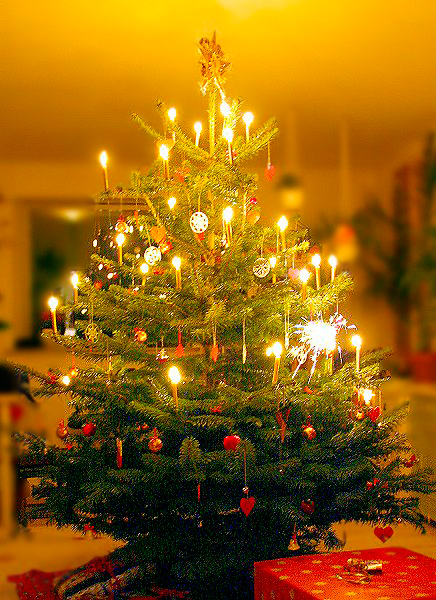
A feldíszített karácsonyfa a karácsony ünnepének egyik szimbóluma. Karácsonyfa-állításra először a 16. században, a Német-római Birodalomban került sor

1647-ben a puritánok vezére, Oliver Cromwell minden karácsonyi ünnepséget betiltott és illegálissá nyilváníttatott, mivel erkölcstelennek tartotta a mulatságot a szentnek tartott napon. Angliában a tiltást csak 1660-ban, Cromwell halála után oldották fel.
A 16. században a reformáció új tartalommal töltötte meg a karácsony ünnepét is. Az addigi templomi liturgia kezdett beköltözni a házakba. Az emberek a Biblia otthoni forgatása révén a vallásos ünnepeket és szertartásokat elkezdték otthon is ünnepelni.[forrás?] Kialakult sok karácsonyi szokás, például a karácsonyfa-állítás az evangélikusoknál Németországban. A 18. században már egész Németországban szokás volt karácsonyfát állítani. Innen jutott el a 19. században előbb Ausztriába, majd egész Európába, a kivándorlókkal az Újvilágba, és így kezdett meghonosodni az egész nyugati keresztény világban. A karácsonyfákat kezdetben édességekkel és gyümölcsökkel díszítették fel, később kezdett kibontakozni az üvegdíszek megjelenése. A karácsony megünneplése egyre inkább kezdett szokássá válni a nem vallásos családok körében is, a szeretet, a béke ünnepeként, a vallásos keresztényi rítusok egy részét átvéve.
Magyarországon a szocializmus idején az állami hatalom törekedett az ünnep hangsúlytalanná tételére, vallási tartalmának eltörlésére. Ennek érdekében a hagyományos ünneplés lehetőségeit – különösen az 1950-es években – nehezítették (többek között karácsony másnapjának munkanappá minősítésével, a karácsony előtti bérszámfejtés megtiltásával, az éjféli miséken részt vevők besúgásával), illetve az embereket változatos programkínálattal próbálták elterelni a karácsony megünneplésétől. A hivatalos nyelvezet fenyőünneppé nevezte át (ezen a néven egészen a rendszerváltásig rendeztek ünnepséget az Országházban), de ekkor nevezték át advent harmadik és negyedik vasárnapját is ezüst-, illetve aranyvasárnapra. A hagyomány szerint ajándékhozó Jézuska (illetve a Mikulás) helyett pedig a Télapó figuráját próbálták elterjeszteni. Az 1960-as évek közepétől az ünnepek kezelése az ideológiai síkról fokozatosan kereskedelmi kérdéssé alakult át.
Napjainkban, az európai zsidó-keresztény kultúrkörben a karácsony népszerű és sokakat érintő ünneppé vált, amely azonban családonként más-más jelentést hordoz.

## Jézus születésének időpontja
Jézus születésének dátuma nem ismert, napját a keresztény hagyomány sem őrizte meg. A korai keresztények nem ünnepelték Jézus születését, és nem is próbálták meghatározni az időpontját. A keleti egyházban már az első nikaiai zsinat előtt is ünnepelték Jézus születését, de ennek nem volt meghatározott napja. Az ünneplés legkorábbi ismert példája Egyiptom, ahol Jézus születését tavaszra tették. Számtalan más időpont is használatos volt: Alexandriai Szent Kelemen (3. század) május 15-re, Szent Epiphaniosz (310–403) és mások január 6-ra tették, azaz Jézus születése és epifánia ünnepét együtt ülték meg. Idővel ez vált az ünnep általánosan elfogadott napjává.
Végül a 325-ös első nikaiai zsinat tette meg december 25-ét a születés ünnepévé, hogy a Jézus istenségét tagadó ariánusokkal szemben hangsúlyozza az emberré lett Istent. Azért erre a napra esett a választás, mert a Mithrász-kultusz ekkor ünnepelte a „legyőzhetetlen Nap” születését (Natalis Soli invicti) és sötétség feletti győzelmét. Az első nyugati forrás, a Depositio Martyrum 354-ből származik; 361-ben Galliában, 380-ban Hispaniában is ezen a napon kezdték ünnepelni. Később római mintára a keleti egyházban is elterjedt; Aranyszájú Szent János egy 397 körüli beszéde szerint „Keleten csak tíz éve ünneplik a karácsonyt december 25-én, míg a nyugati egyházban emberemlékezet óta ez a szokás.” Más források I. Iusztinianosz bizánci császár uralkodása (6. század) teszik keleti elterjedését. Az örmény katolikus egyház hívei ma is január 6-át ünneplik, míg a többi egyház elfogadta a december 25-ei dátumot.[forrás?]

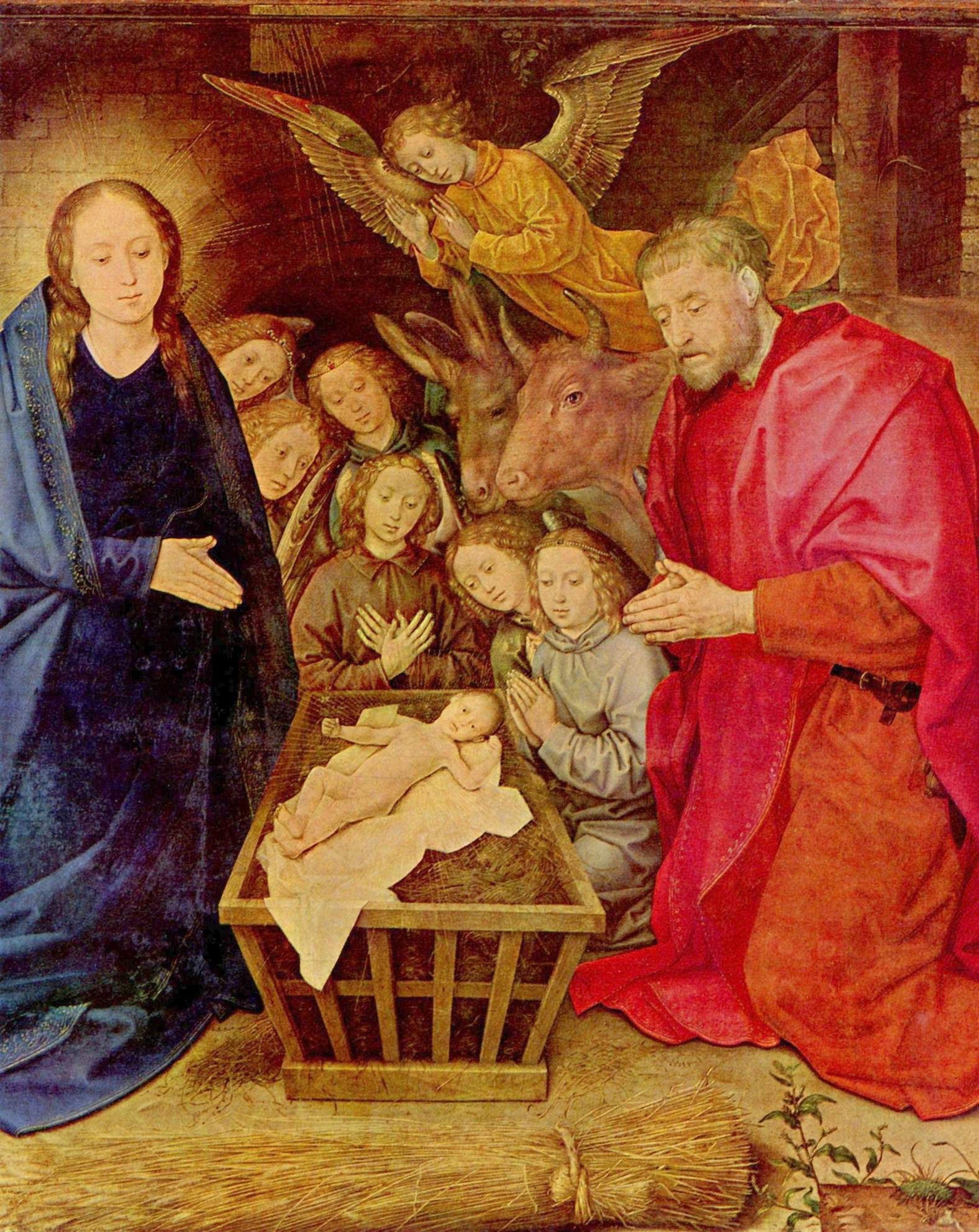
Hugo van der Goes: A pásztorok imádása Betlehemben

Más hagyományok és elméletek Jézus születésének időpontjára vonatkozóan:
- A koptok hagyományában van nyoma egy májusi karácsonyi ünnepkörnek.
- Szent Ágoston idejében december 25-ét úgy tekintették, mint Jézus Krisztus születésének valódi időpontját.
- A korai keresztények Jézus születését a nagypéntek időpontjából próbálták kiszámítani, arra alapozva, hogy az ótestamentumi próféták halála a zsidó vallás szerint rendszerint az év ugyanazon napjára esett, mint születésük vagy fogantatásuk. Jézus halálának időpontja nem szerepel az evangéliumokban; amikor megpróbálták kiszámítani, március 25-ére vagy április 6-ára jutottak. Ezt az időpontot Jézus fogantatásával azonosították, és kilenc hónapot hozzáadva december 25-ét, illetve január 6-át kaptak. Tertullianus úgy hitte, hogy Krisztus emberi természetének tökéletessége megkívánja, hogy megtestesülésének évei száma be legyen zárva megtörés nélkül.
- A hagyomány szerint Jézus a hanuka idején született, ami a héber naptár szerint kiszlév 25-étől tévét 2-áig vagy 3-áig tart. Kiszlévet általában decemberrel azonosították. Azonban ha elfogadjuk Jézus születésére a legvalószínűbbnek tartott i. e. 5 dátumot, akkor kiszlév 25. november 25-ére esik.
- Egyes keresztények úgy hitték, hogy Gábriel arkangyal megjelenése Zakariás előtt, amikor közölte vele, hogy Keresztelő János apja lesz, jom kippur idejére esett. Ez azon a (Lukács evangéliumának 1. fejezetében szereplő történetből fakadó) hiten alapult, hogy Zakariás főpap volt, és az angyal akkor jelent meg neki, amikor a Szentek Szentjébe ment (a jeruzsálemi Szentély ezen termébe csak a főpap és csak évente egyszer, jom kippur alkalmával léphetett be). Eszerint János fogantatása valamikor szeptember végén, és a születése június végén történhetett (a hagyomány a dátumot június 24-ére teszi). Az evangéliumok szerint az angyal hat hónappal János fogantatása (Lukács 1,36-37) után jelent meg Szűz Máriának (a hagyomány szerint március 25-én). Innen kilenc hónapot számolva december 25. adódik.

Dave Reneke és ausztrál csillagász kollégái egy számítógépes programmal arra jutottak, hogy olyan objektum, ami megfelelne a Bibliában említett csillagnak, ami a napkeleti bölcseket elvezette Jézushoz, valójában nem karácsonykor, hanem nyáron volt megfigyelhető Betlehem éjszakai égboltján: a Vénusz és a Jupiter került látszólag olyan közel egymáshoz, hogy a fényük összeolvadt, és egy látványos, nagyméretű csillagnak tűnhetett a Földről. Jézus születésének időpontját ennek nyomán június 17-ére teszik.
Egy újabb elmélet szerint Jézus születése szukkót ünnepén volt.

## Szokások

### Magyar karácsony
„Az én kedves kis falumba, 
a Messiás, 
boldogságot szokott hozni.
A templomba,
hosszú sorba,
indulnak el ifjak, vének;
az én kedves kis falumban
hálát adnak,
a magasság Istenének.”

– Ady Endre: Karácsony

Egy középkorból fennmaradt regös misztériumjáték Bucsuból utal a kalendae ünneplésére (római mitológiai ünnep), hasonlóan az ország környezetében lévő bolgárokhoz és szlávokhoz. Ez arra enged következtetni, hogy a korai Magyarország karácsonyaiban is maradtak pogány elemek.
Magyarországon a katolikus keresztények számára Jézus születése napjának fénypontja a karácsonyi misén való részvétel (24-én éjfélkor vagy 25-én napközben). A református keresztények szentestén, azaz 24-én istentiszteleten vesznek részt, majd másnap úrvacsorát vesznek. December 24-én hagyományosan a katolikus családok böjtölnek (karácsony böjtje), és csak este fogyasztják el a böjti vacsorát. Ez eredetileg alma, dió, méz és fokhagyma, majd vajas bableves hús nélkül (böjtös bableves), végül mákos guba volt, de újabban kialakult, hogy hal, illetve töltött káposzta kerül ilyenkor az asztalokra.
A néphagyomány szerint a karácsonyi asztal fontos szerepet játszott az ünnepkor. Az asztal díszítésének és az étkezésnek szigorú rendje volt. A feltálalt fogásoknak mágikus erőt tulajdonítottak. Régebben a karácsonyi abroszt tavasszal vetőabrosznak használták és abból vetették az első gabonamagvakat, hogy bő termés legyen. A megterített asztalra gabonamagvakat helyeztek és abból adtak a baromfiaknak, hogy jól tojjanak, az asztal alá pedig szalmát tettek, annak emlékére, hogy Jézus jászolban született. Később ezt a szalmát a jószág alá tették, hogy egészséges legyen, de volt ahol a gyümölcsfákra is kötöztek belőle, jó termést remélve.
A szigorú rituálékhoz tartozott, hogy a gazdaasszony nem állhatott fel vacsora közben az asztaltól, hogy jól tojó tyúkjai legyenek.

December 25-én következik a karácsonyi ebéd vagy karácsonyi vacsora. A család, esetleg a nagyobb rokonság ilyenkor összegyűlik, hogy együtt fogyassza el a karácsonyi ételeket. A magyaroknál a bensőséges családi együttlét általában 24-e estéje (szenteste), míg a nyugat-európai országokban többnyire 25-e.
A nem vallásos, de keresztény kultúrkörbe tartozók számára a karácsony általában a szeretetet, a családi együttlétet jelképezi. Karácsonykor elterjedt szokássá vált megajándékozni szeretteinket. Az üzletek és áruházak a szentestét megelőző hetekben igyekeznek kihasználni az ajándékozás szokását és reklámdömpinggel próbálják bevételüket többszörözni – ezzel sokszor pusztán fogyasztási lázzá torzítva az ünnep hagyományos és valódi lényegét.
Régebben a betlehemezés a legismertebb és legelterjedtebb karácsonyi szokások közé tartozott, amely egy több szereplős dramatizált játék volt és az egész országban ismertek, nagyon sok helyen ma is gyakorolják. A falusi betlehemezés legfontosabb eleme a betlehemi pásztorok párbeszédes, énekes játéka volt. A dramatizált játék fő eleme a Kisjézust imádó három pásztorról szóló bibliai történetre, köztük a nagyothalló öreg pásztor tréfás párbeszédére épült. A betlehemezés fő kelléke egy templom alakú betlehem volt, amelyben a Szent Család volt látható. A pásztorjáték szereplői voltak a kistemplomot vivő két angyal, a három pásztor, illetve a szatmári országrészben őket kiegészítette a huszár és a betyár alakja.

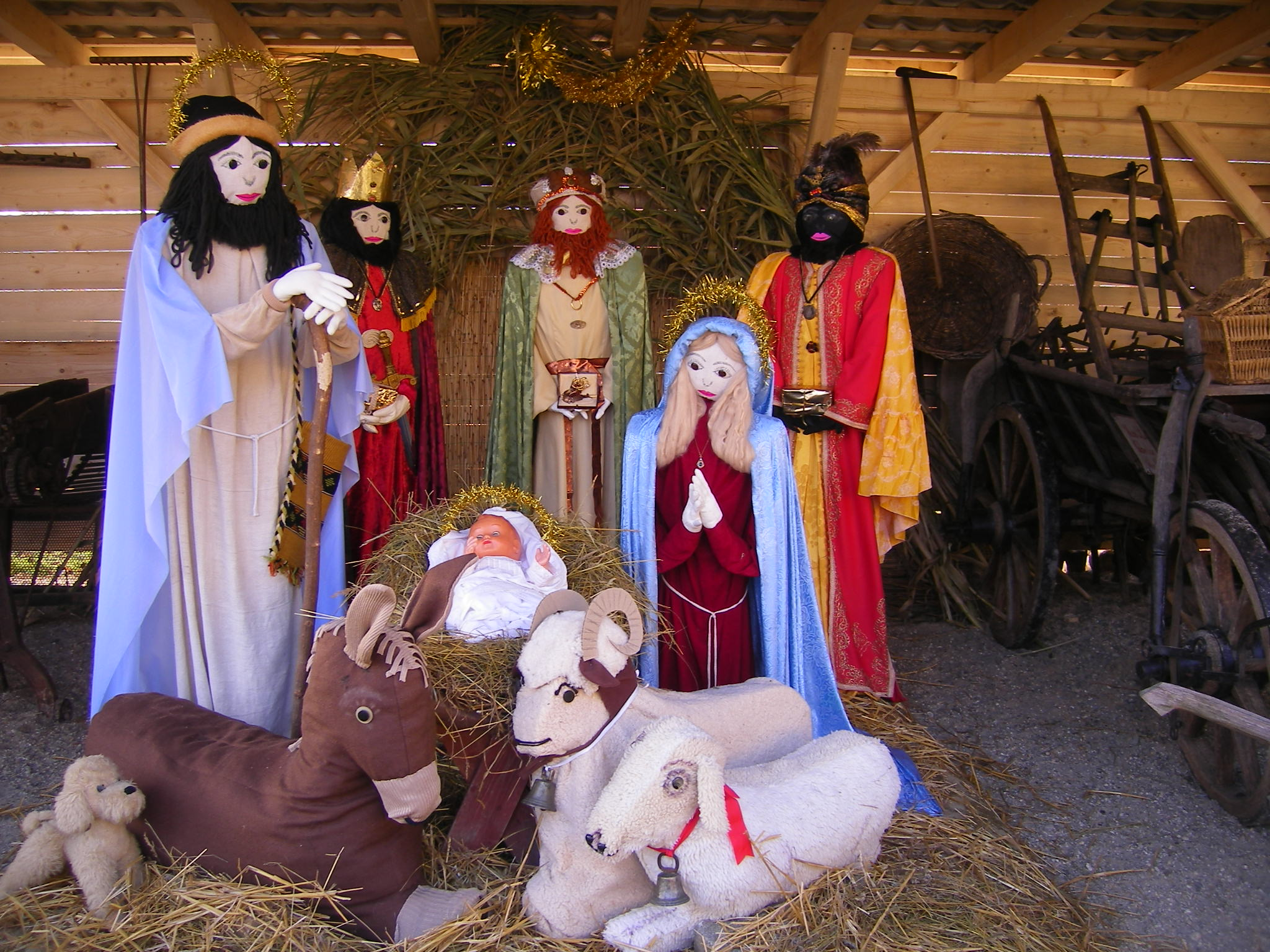
Betlehem a dunamocsi falumúzeum udvarán
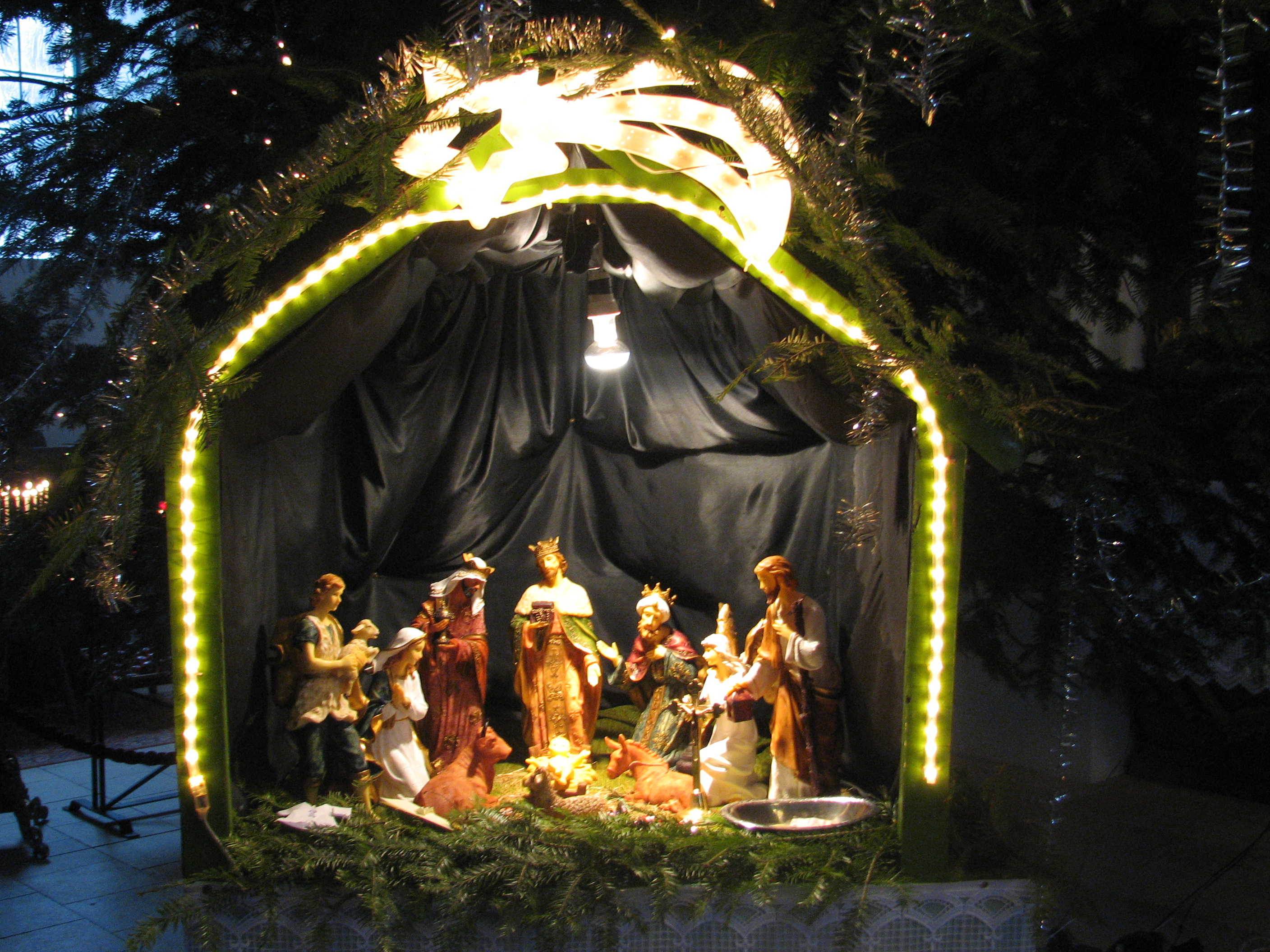
Hajdúdorogi templomi Betlehem
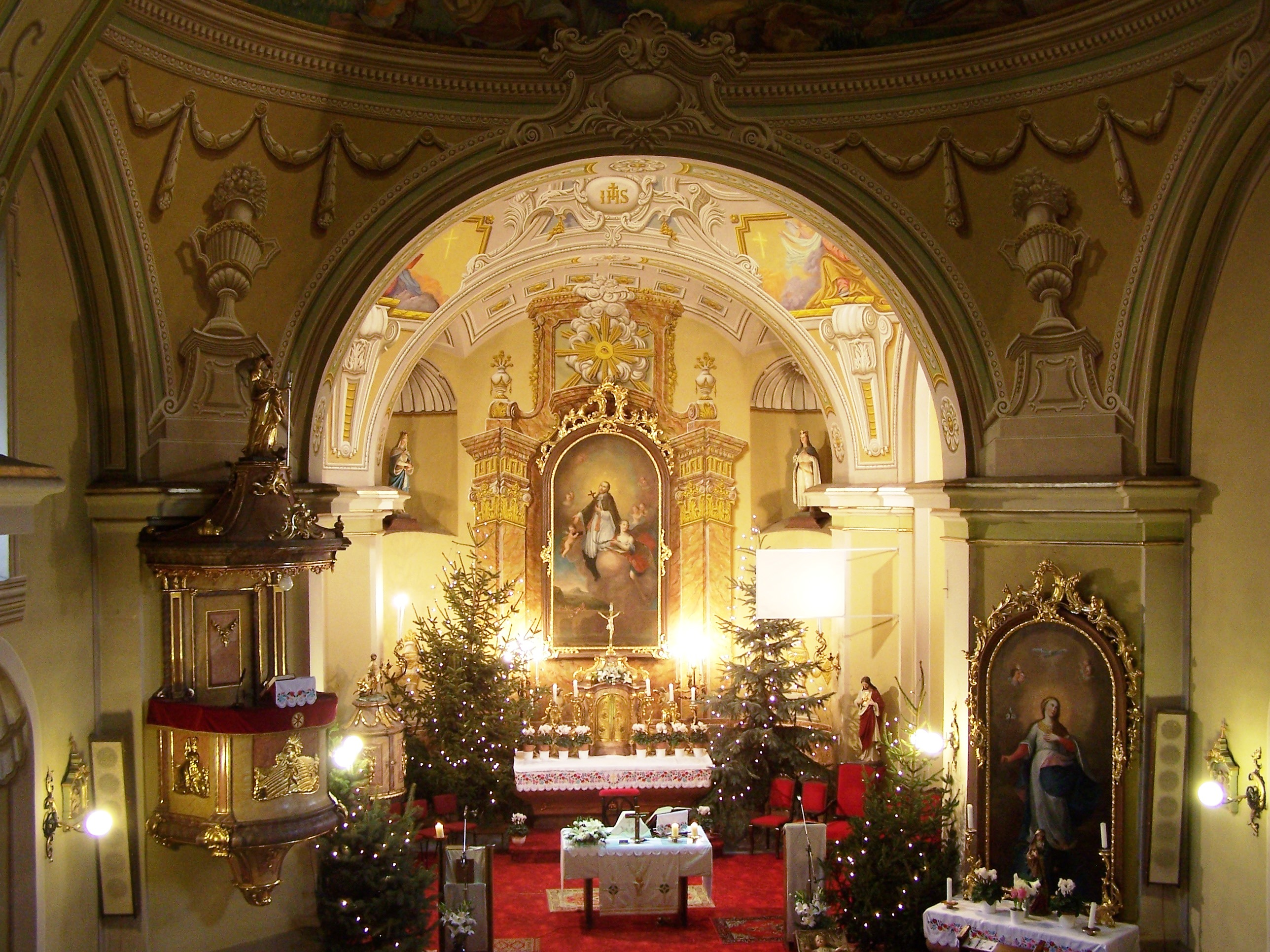
A Rákoscsabai Főplébániatemplom oltára karácsonyi díszben
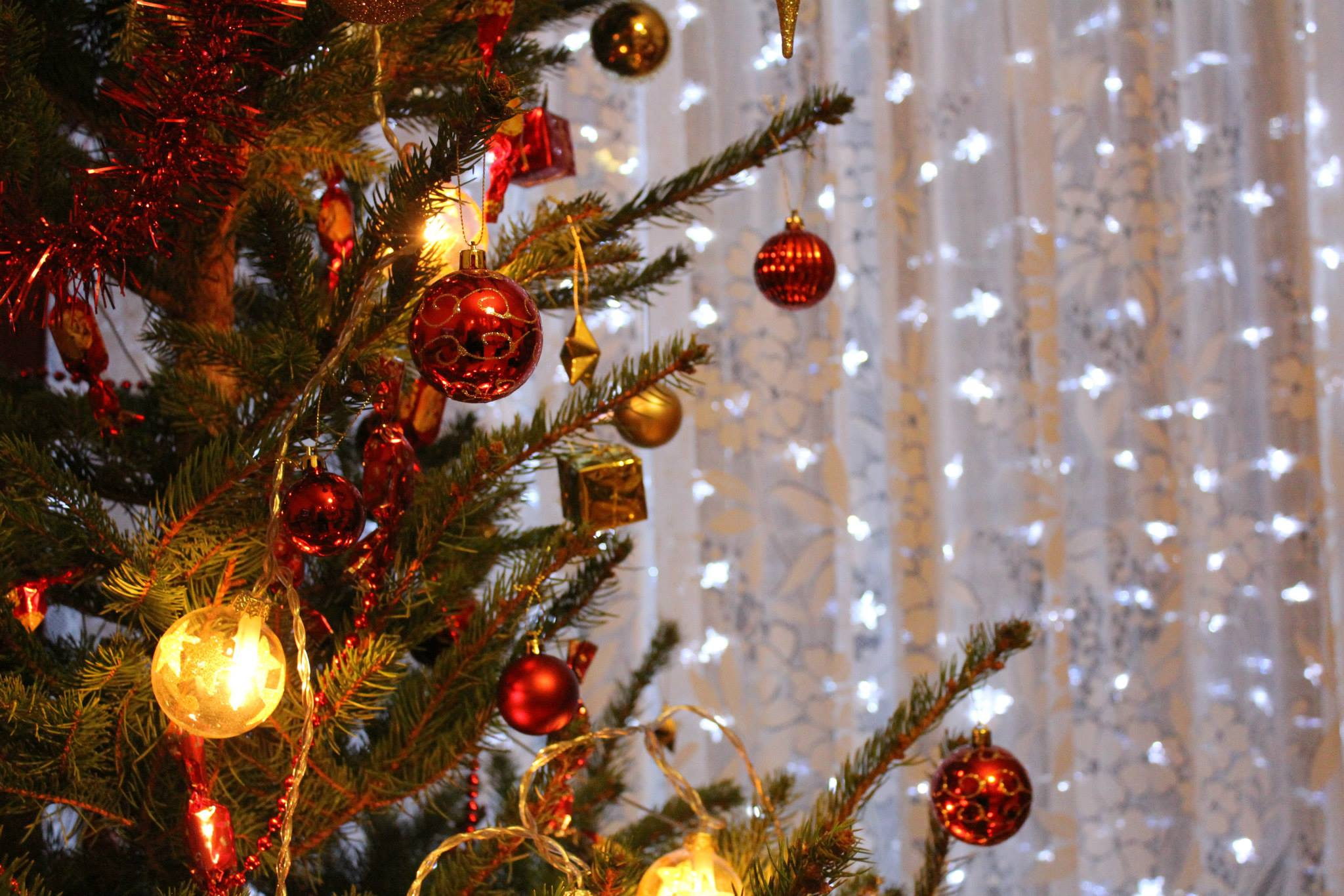
Szaloncukorral díszített hagyományos magyar karácsonyfa

### Amerikai karácsony

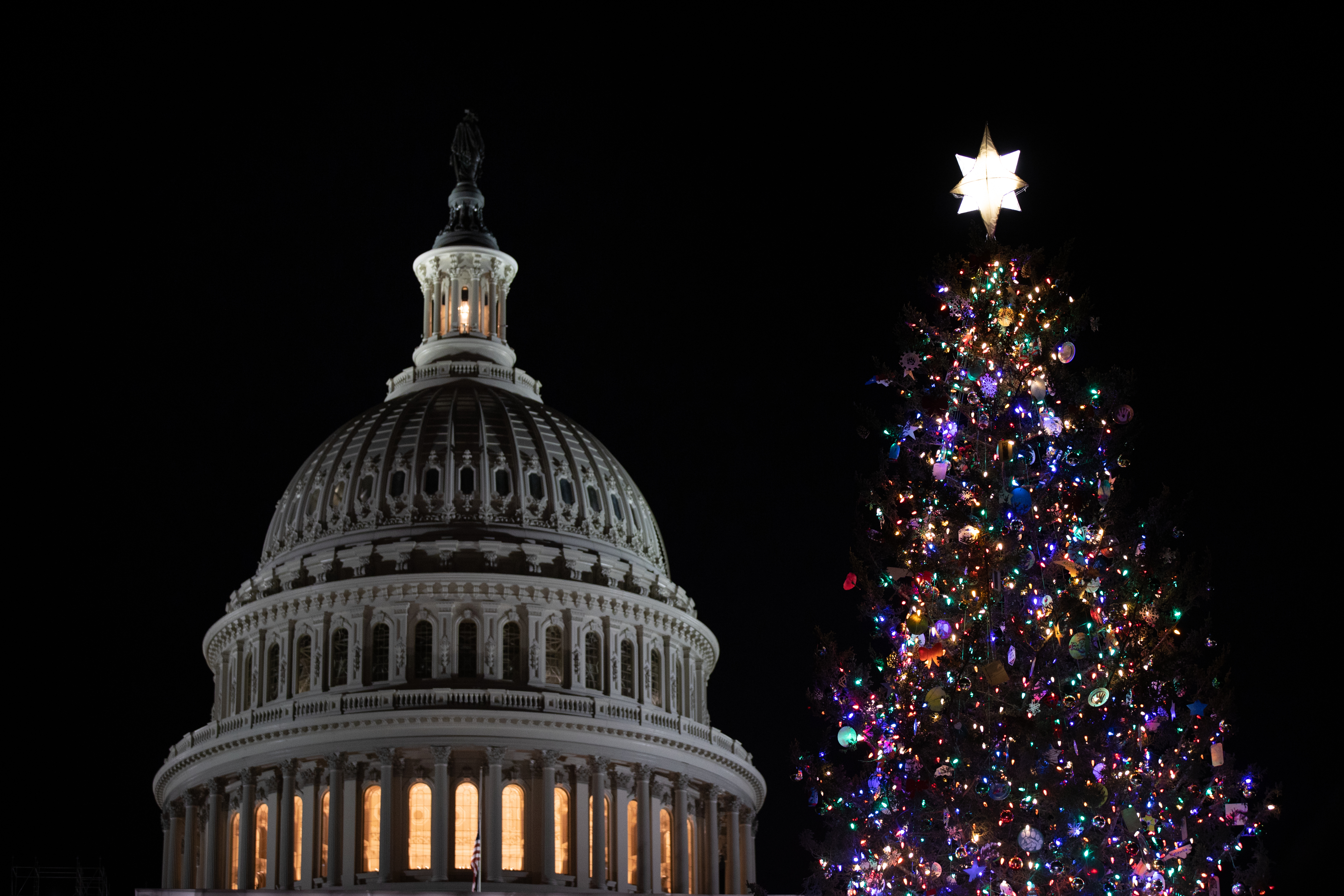
Karácsonyfa az Egyesült Államok Capitoliuma előtt (2021)

Az Egyesült Államokban a karácsony szövetségi ünnep, de a karácsonyi időszak hálaadás másnapján, fekete péntekkel kezdődik meg. A karácsonyi díszek általában november során tűnnek fel a házakon, illetve más, hasonló időpontokra eső ünnepek (hanuka, jul, kwanzaa, vízkereszt) is megrendezésre kerülnek. December 26-át is gyakran kiadják szabadnapként, bár szövetségi szinten nincs elismerve. Több alaszkai indián törzs is az újév kezdeteként ünnepli Quviasukvik ünnepét, ami egy napra esik karácsonnyal. Az Egyesült Államokban az ajándékot átadó figure neve Santa Claus.

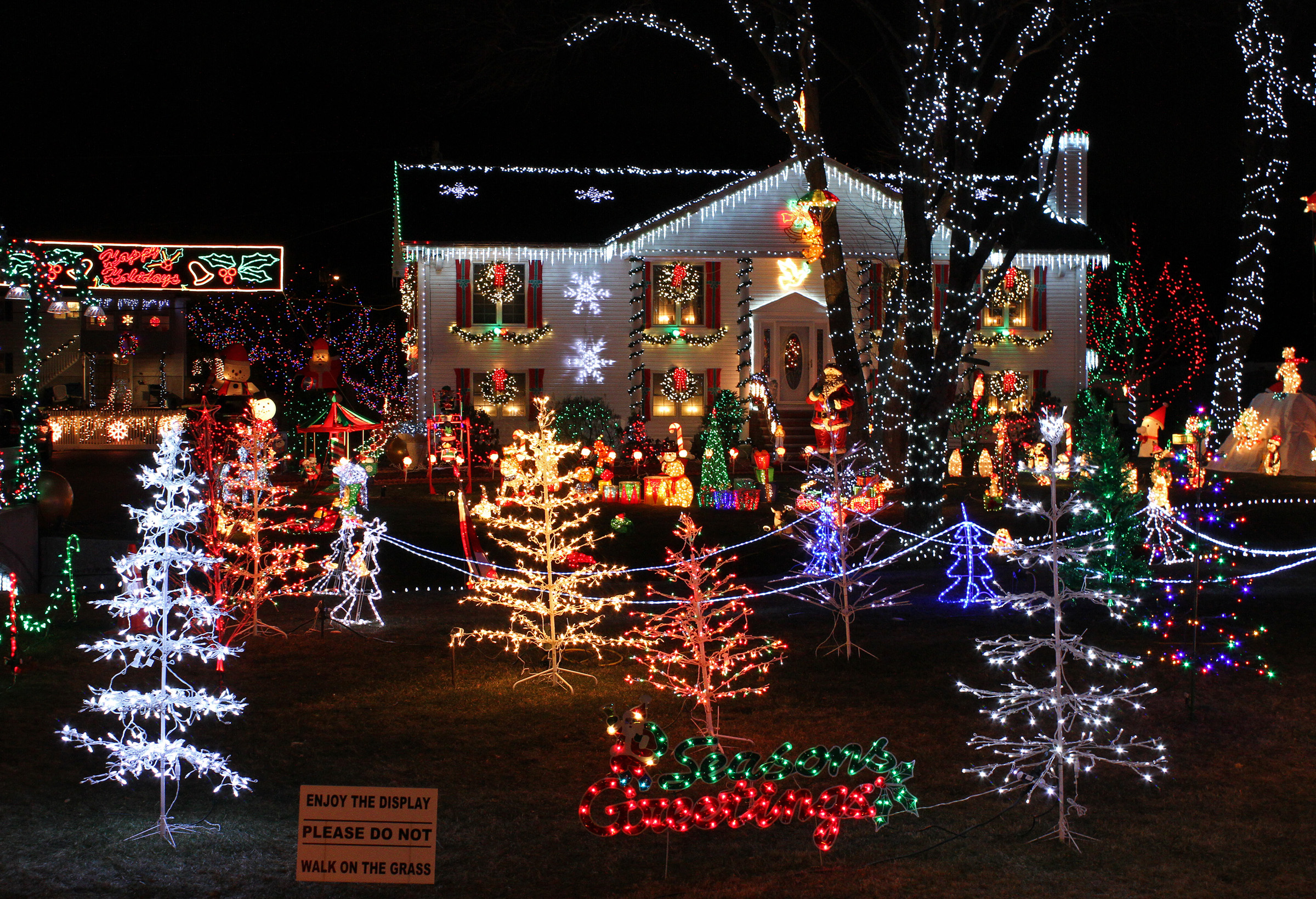
Egy karácsonyi díszekkel feldíszített ház Massachusettsben

A kontinensen időbe telt a hagyomány elterjedése, mivel az első telepesek puritánok voltak. A karácsony ünneplése országszerte mindössze a 19. század közepére terjedt el, amiben nagy szerepet játszott a Szent Miklós látogatása vers is. Gazdasági fontossága is sokat növekedett, az év egyik legnagyobb bevételforrása sok üzletnek. Ugyan eredetileg megszokottak voltak a természetes fenyők a házakba, a 21. századra már a lakosság többsége újra felhasználható műfenyők mellett dönt.

A kandalló fölé lógatott karácsonyi zoknik, a gyermekek neveivel díszítve

Karácsony idején zoknikat aggatnak a kandalló fölé a gyermekek, abban a reményben, hogy azokat Santa Claus megtölti ajándékokkal. Szokás szerint az asztalon hagynak egy pohár tejet és aprósüteményeket, amit a télapó elfogyaszt. A karácsonyi ajándékok általában a fa körül vannak elhelyezve, az ajándékozás hagyomány szerint karácsony reggelén történik meg, de egyes családok, saját hagyományaiktól függően, akár már december 24. este is átadják meglepetéseiket. A vallásos családok köreiben megszokott részvétel az istentiszteleten a karácsony előtti vasárnap, illetve az éjféli mise karácsony este. Az ünnepeket sokan a jótékonyság időszakának tekintik és ekkor segítenek rászorulóknak.
A megszokott karácsony esti vacsora töltött pulykasült, sonka vagy marhasült. A köret általában krumpli, tök, sült zöldségek és áfonyaszósz, tonikkal és sherryvel tálalva. Olasz származású családok köreiben a halételek és a lasagne fogyasztása is megszokott, míg az ország délnyugati részén a tamale se ritka.
A sport az országban kiemelkedő szerepet játszik karácsonykor, a National Basketball Association és a National Football League is tart mérkőzéseket karácsony napján (az utóbbi csak akkor, ha az hétvégére esik).

### Angol karácsony

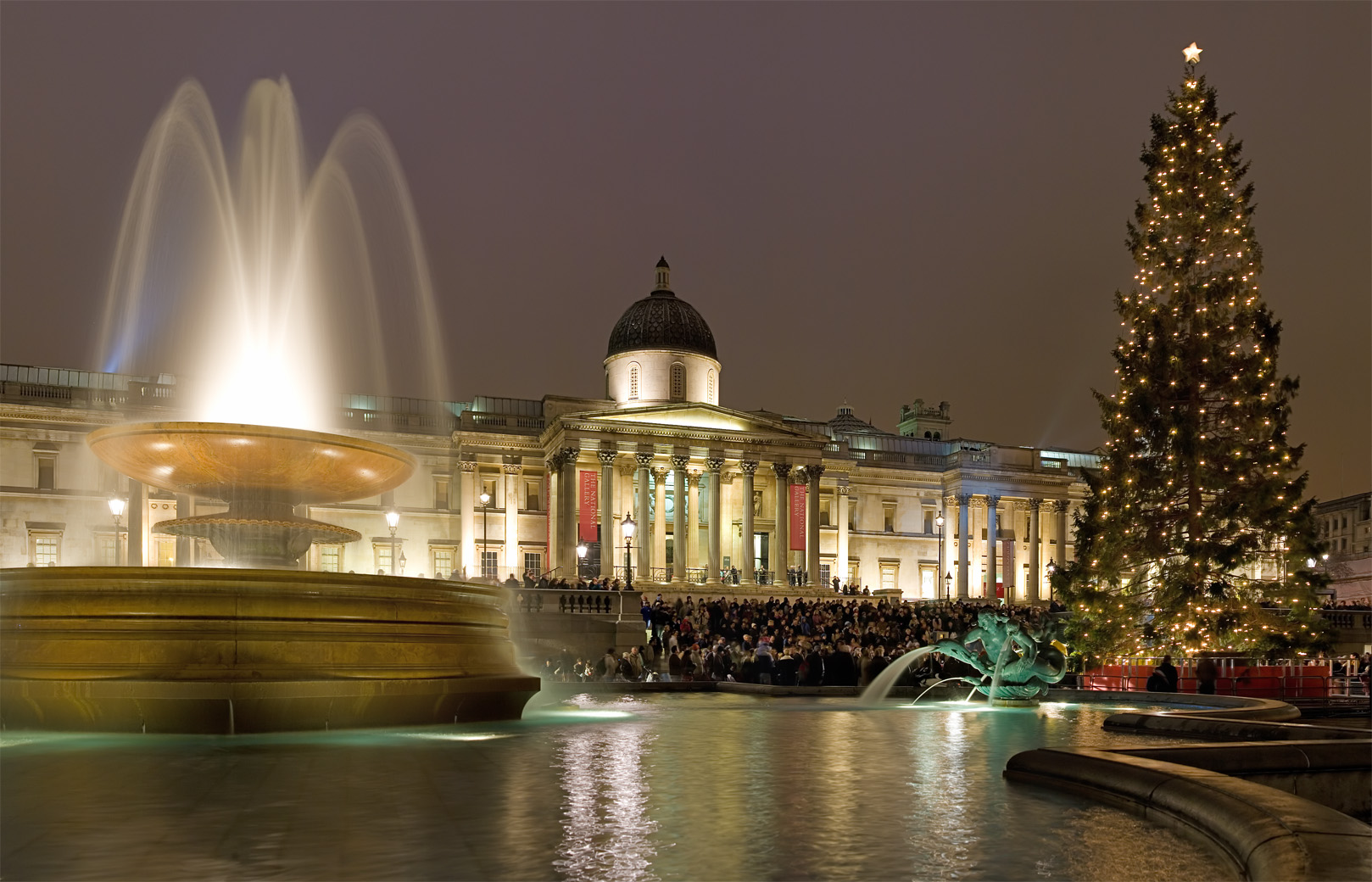
Feldíszített óriási karácsonyfa a Trafalgar téren, Londonban

Az Egyesült Királyságban a karácsonyi készülődés már októberben megkezdődik. A bejárati ajtókat és az ablakokat fenyőággal, gyertyával, dióval, mogyoróval dekorálják, és feldíszített fenyőfát állítanak a szobába. November elején karácsonyi pompába öltöznek az utcák, és bár már december elején feltűnnek a Karácsony Apók (Father Christmas), de a december 6-i Mikulás-napot nem ünnepelik.
December 24-e (Christmas Eve) munkanap, jellemző, hogy az emberek a munkaidő végeztével még elmennek a kollégáikkal egy búcsúitalra (a „hivatalos” munkahelyi évbúcsúztató partikat, bálokat a cégek többnyire valamelyik korábbi, karácsonyhoz közeli napon tartják).

Az anglikán templomokban is általános az éjféli mise, bár ez gyakran éjfél előtt (pl. 23:30-kor) kezdődik.

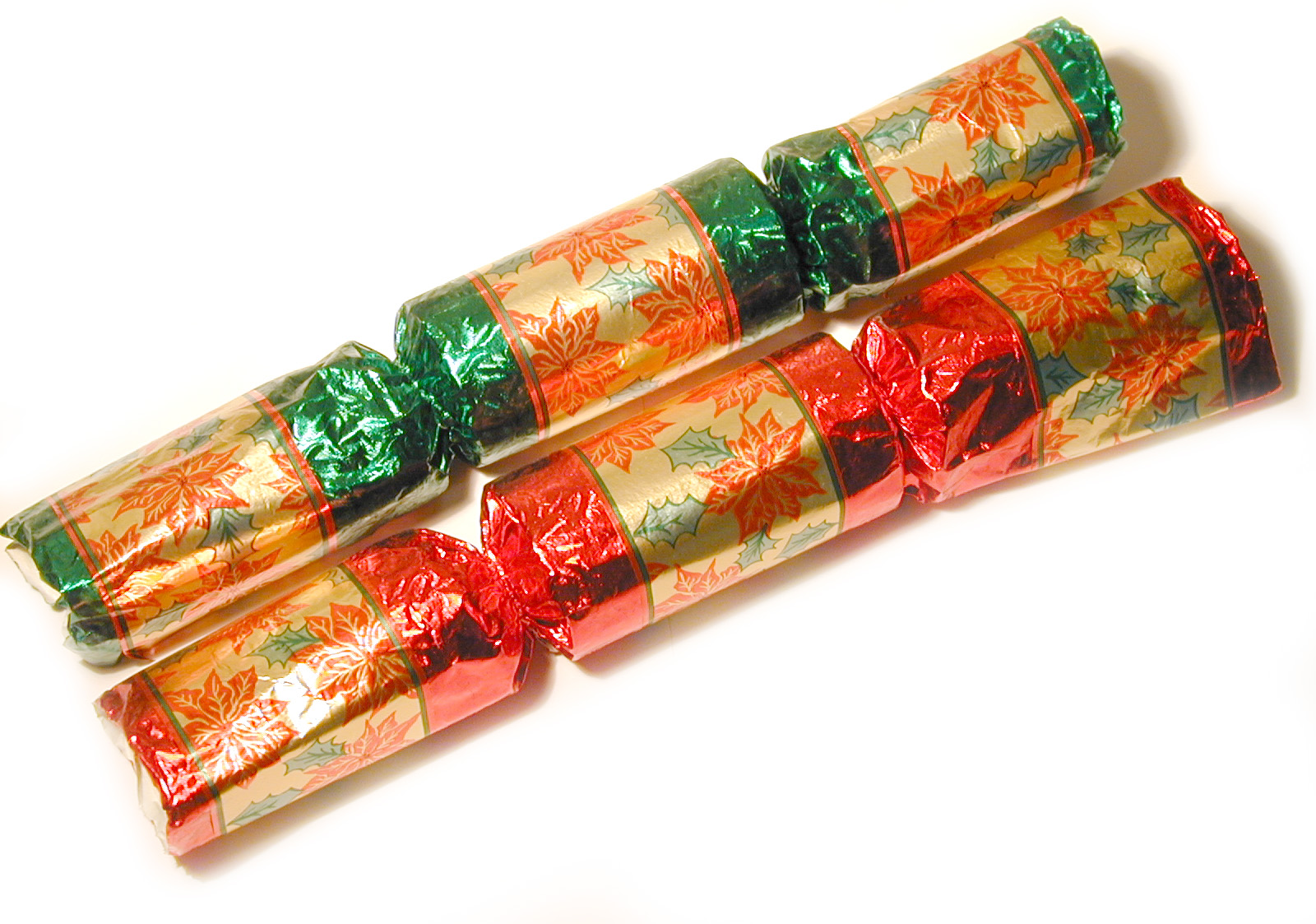
Cracker, az angol karácsony kötelező kelléke

Az angol protestánsok december 25-én (Christmas Day) templomba mennek, utána bontják ki a becsomagolt ajándékokat, amelyek sok családban már egész hónapban gyűlnek a karácsonyfa alatt, de ezeket csak ezen a napon szabad felbontani. (A legenda szerint az ajándékokat Santa Claus (Mikulás) a kandallók kéményén keresztül hozza).

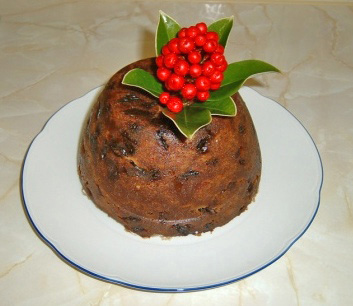
Karácsonyi puding, hagyományos angol karácsonyi sütemény

Az ajándékbontás után következik az ünnepi ebéd. A karácsony elkerülhetetlen kelléke a szaloncukor formájú úgynevezett cracker, mely kinyitásakor pukkan, és amelyben apróbb ajándékok rejtőznek. A hagyományos karácsonyi ebéd a gesztenyével töltött pulyka, zöldségek (kelbimbó, sárgarépa, pasztinák, zöldborsópüré, krumpli) és vörösáfonya-szósz (cranberry sauce). A legszokásosabb desszert a karácsonyi puding (Christmas pudding) elnevezésű sütemény, mely alapja sokféle szárított gyümölcs (aszalt szilva, mazsola, füge), citrom- és narancslé, brandy, édes fűszerek és egyéb finomságok.

Elmaradhatatlan eseménye még ennek a napnak a királynő karácsonyi üzenete (The Queen's Christmas Message), mely beszéd hagyománya 1932-ig nyúlik vissza, a BBC közvetíti, és a legtöbb angol ember megnézi.
December 26. az úgynevezett Boxing day, a kifejezés fordítása „dobozoló nap”. Az elnevezés eredetének számos változata van. Ez a nap bank holiday, melyen a bankok és egyéb irodák zárva vannak, de az üzletek nyitva tartanak.
Az angol ünnepek jellemzője, hogy amennyiben azok hétvégére esnek, úgy az azt követő munkanapot kiadják munkaszüneti napnak: azokban az években, amikor a december 25-e és/vagy 26-a hétvégére esik, a 27-e (és 28-a) munkaszüneti nap.

### Japán karácsony
Bár a kereszténység a három fő vallás egyike Japánban, mégis, a lakosság csak pár százaléka vallja magát hívőjének. Ellenben hatása nagyon is jelentős – a nyugati civilizáció beáramlásával a karácsony is nemzetközi érdeklődésre tett szert.
A The Japanese Today: Change and Continuity c. könyv szerzője szerint a legtöbb képzett japán alighanem tájékozottabb a kereszténység történelmét és elveit illetően, mint a buddhizmuséiban. 

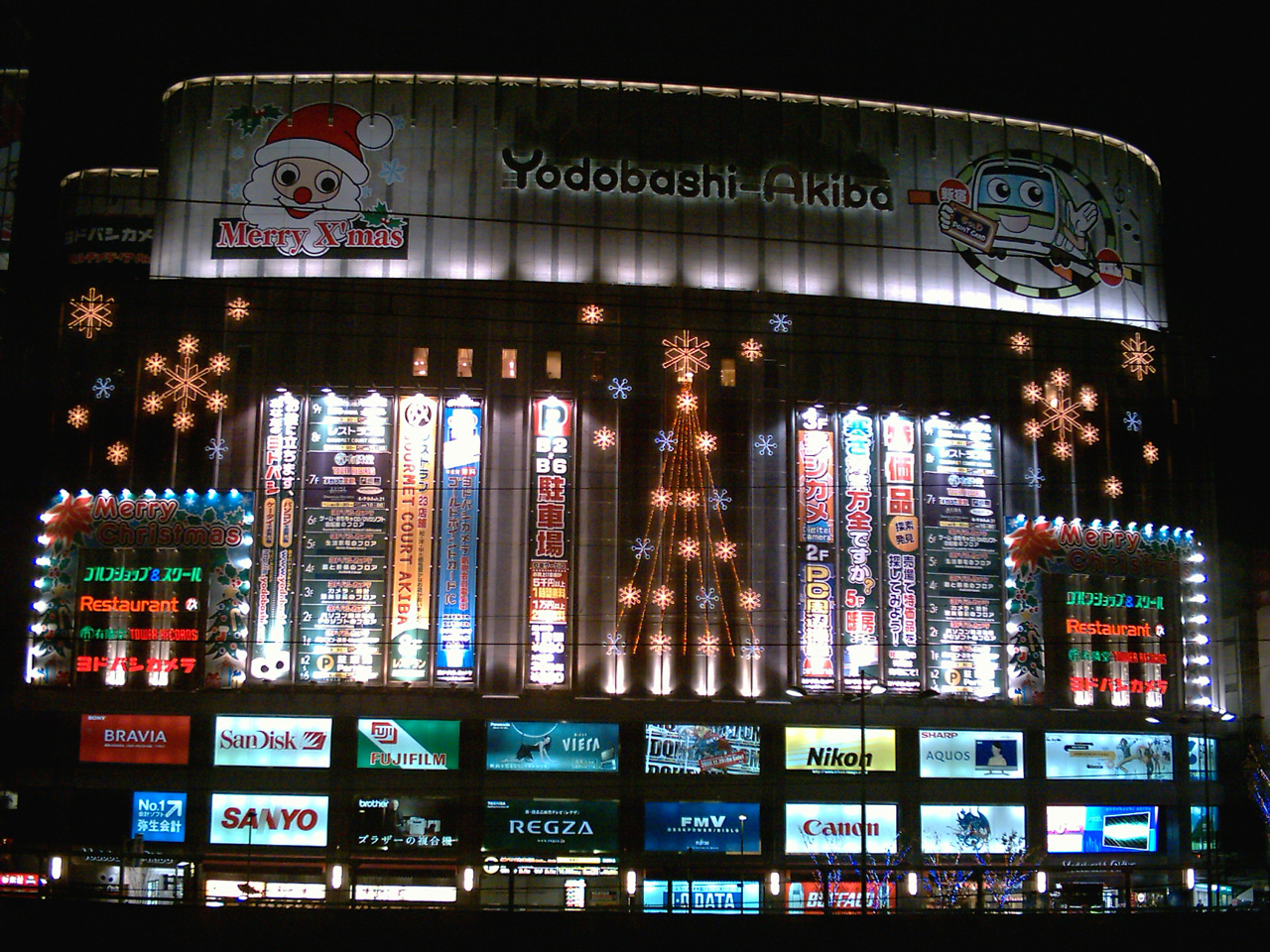
Karácsonyi fények Tokió Akihabara városrészében, Japán

A keresztény szokások iránti lelkesedés egyik kifejező példája a karácsonyi-mánia. Más források szerint (és ezek vannak túlsúlyban), a karácsony a japánok számára csak egy ünnep, amikor megajándékozzuk a másikat. A karácsony és Jézus Krisztus közötti összefüggés nem túl erős. Xavéri Szent Ferenc 1549-ben érkezett Japánba, az ő nevéhez köthető a karácsony behozatala Japánba, az első írásos bizonyíték megtartásáról az 1552-es évből való. 1612-ben betiltották a kereszténységet, de páran titokban továbbra is megtartották. Amit mi japán karácsonyként
ismerünk, az az 1960-as években jött létre.
Karácsony éjjel az a kevés keresztény templomba megy, ahol az istentisztelet mellett betlehemes előadást is láthatnak. Ezután összeülnek teázni, és gyerekek előadását nézni. Nem feledkezhetünk el a "karácsonyi tortáról" sem, mely hagyománya nagyjából egyidős a karácsonyfáéval Japánban – azaz körülbelül a hatvanas évek óta tart. A karácsony "divatba jövését" legfőképp az amerikai tv-drámáknak köszönheti. A legtöbb japán számára a karácsony olyan, mint részt venni bármely más japán ünnepen. Az 1970-80-as évektől kezdett "romantikussá" válni a japán karácsony, szerelmes dalok és sorozatok hatására. A jelenlegi császár, Akihito születésnapja december 23-án van, ez a nap munkaszüneti nap, viszont sem 24., sem 25., 26. nem az.
A karácsonyfa díszítése kicsikét más, mint Magyarországon, gyakori díszek a legyezők, lampionok. Mivel nincs meg a hitbéli háttér, kifejezetten családi ünnepként sincs számontartva, ezért a többség szórakozni megy. Otthon bulizik, kimozdul valahová a családjával, vagy szerelmével, kuriszumaszu uinbia-t (Xmas Wien Beer-t) iszik, ami a hirdetése szerint "Ausztriából származik, egész Európában elterjedt"... Mindezekkel együtt is az Újév fontosabb ünnepnek számít a karácsonynál. A karácsony még csak nem is munkaszüneti nap. December 25-én az összes karácsonyi dísz lekerül, hogy az újévieknek adja át helyét.

## Az ünnep gazdasági szerepe
A karácsony gazdasági fontossága kiemelkedő, annak ellenére is, hogy gyakran az ajándékozásnak negatív hatásai vannak.

## Karácsonyi zene
A karácsonyi zene több különböző zenei stílusból áll, a dalokat általában karácsony idején adnak elő. A karácsonyi zene lehet csak hangszeres, de gyakran dalszöveget is tartalmaz, leginkább Jézus születéséről, ajándékozásról, télapóról, stb. Több esetben a daloknak csak karácsonyi vagy ünnepi hangulata van. Karácsony idején világszerte hagyomány karácsonyi zene előadása koncerteken, templomokban, áruházakban és városok utcáin is. Az ünnepek idején több rádióállomás is csak karácsonyi zenét ad, teljesen elhagyva megszokott programját.

## Karácsony a képzőművészetben

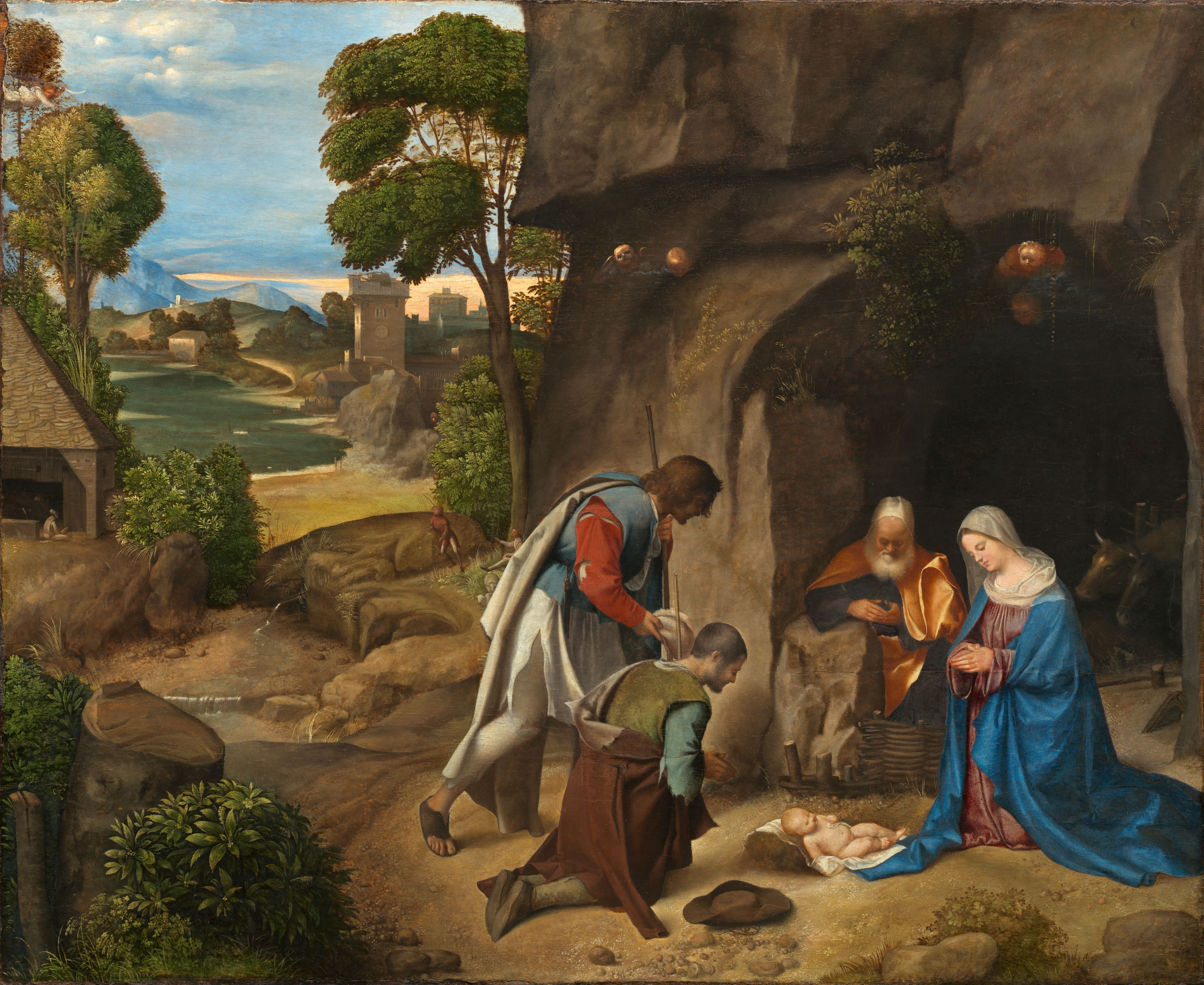
Giorgione da Castelfranco: Pásztorok imádása
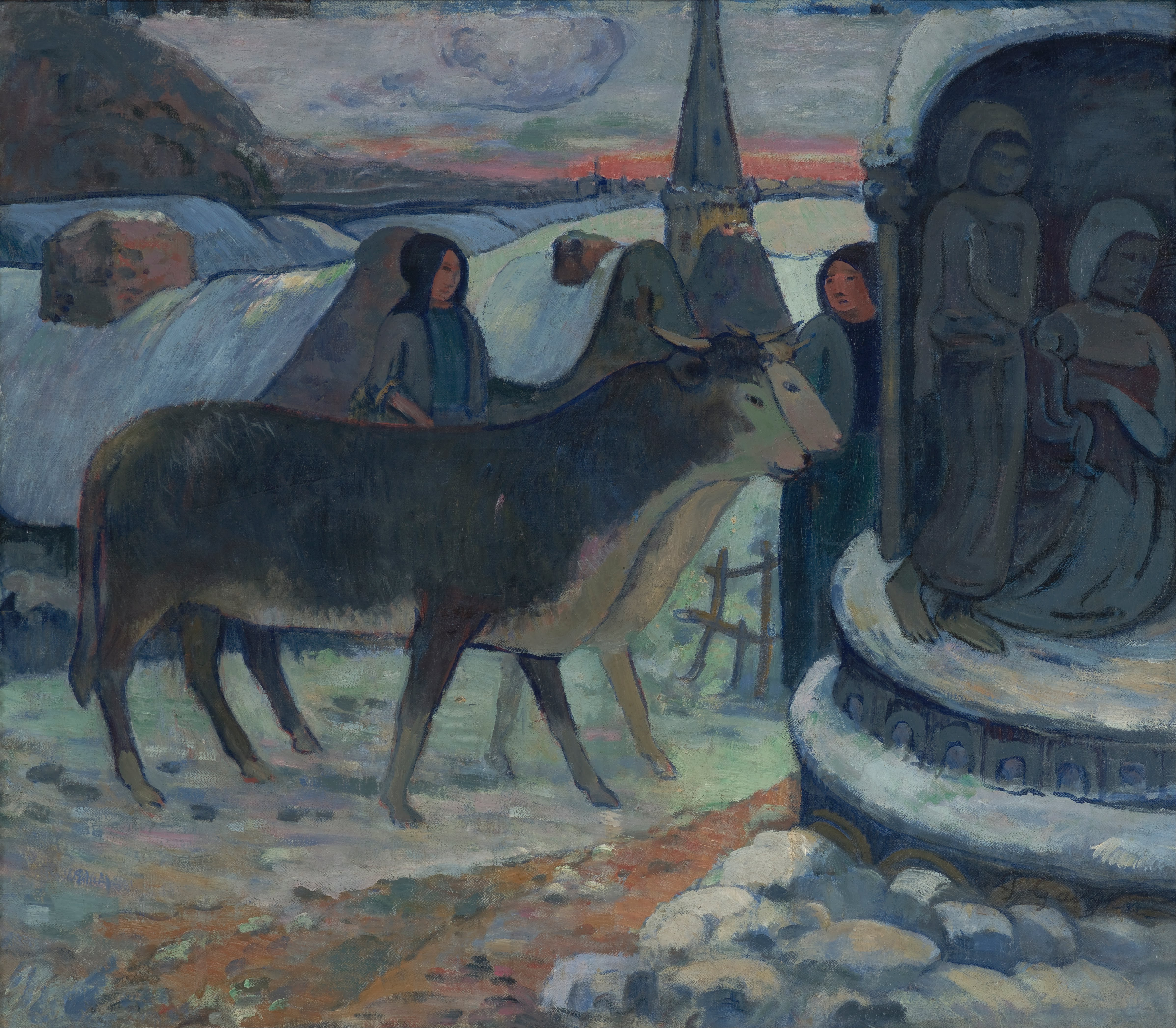
Paul Gauguin: Karácsony éj
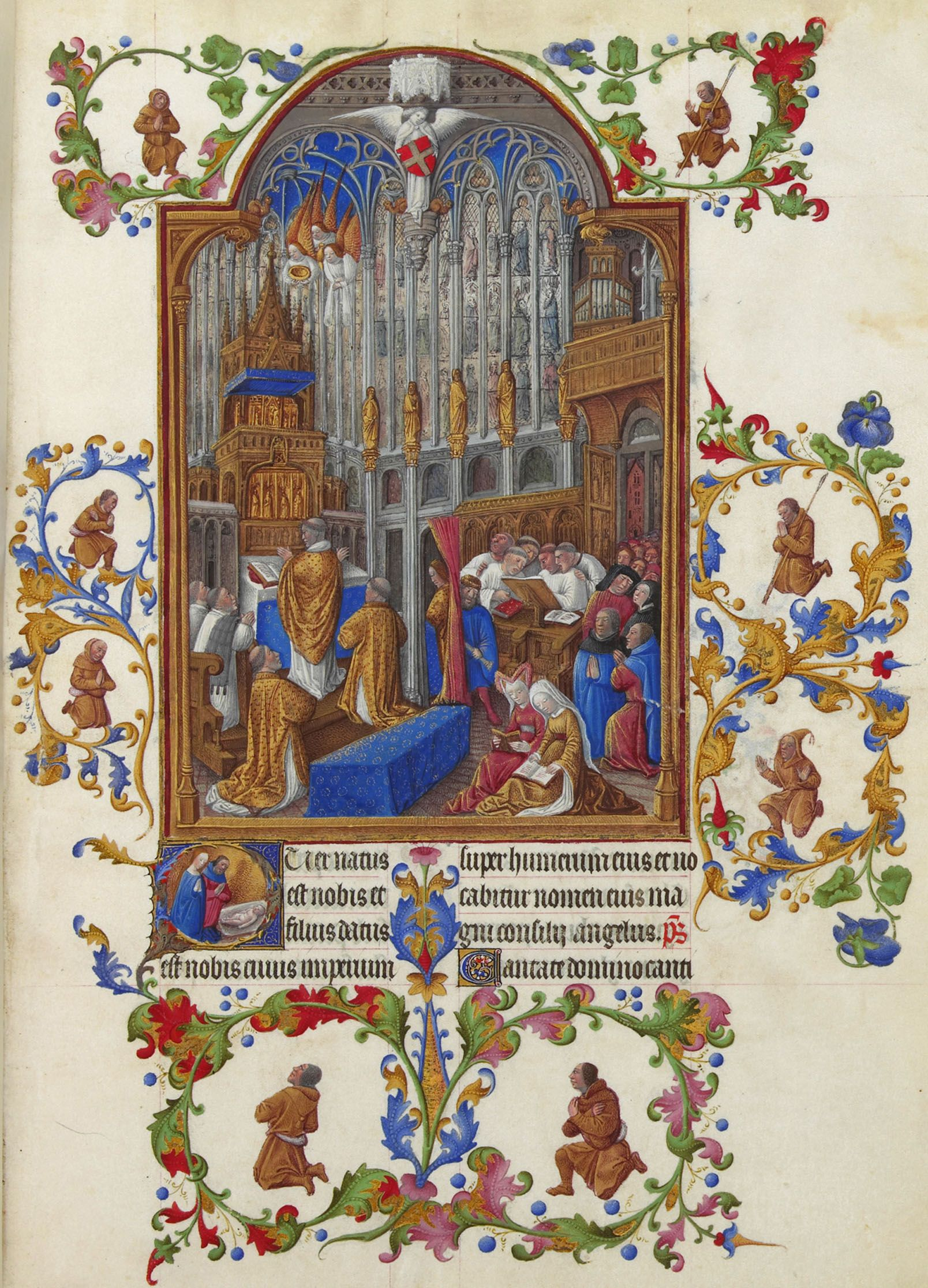
Karácsonyi Szentmise, Limbourg fivérek: Les Très Riches Heures kódex (15. század)
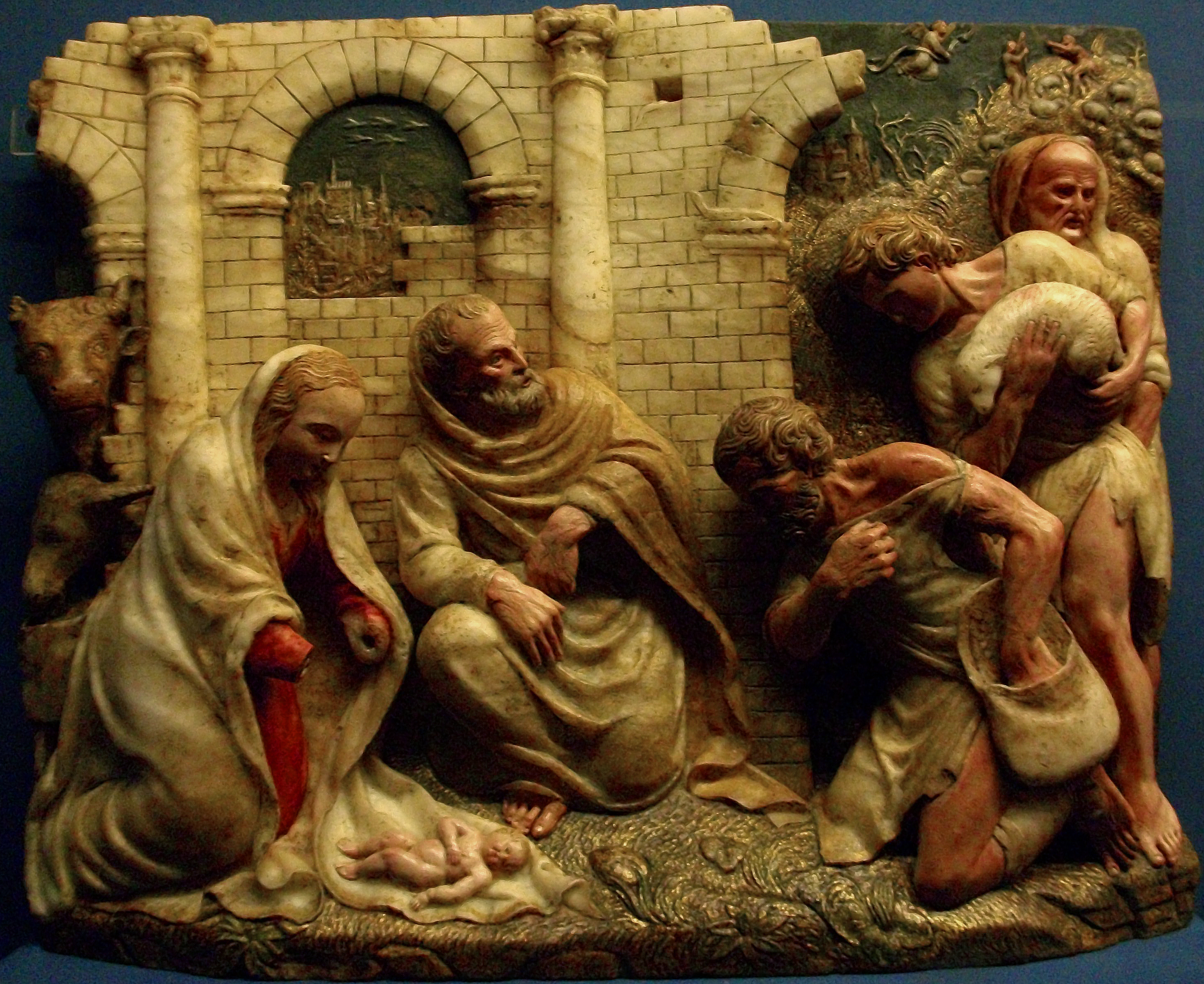
Damián Forment: Pásztorok imádása, alabástrom
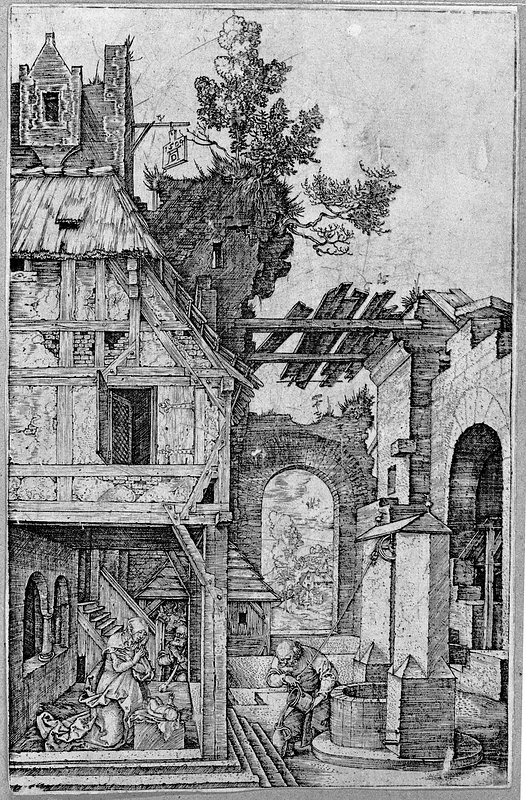
Albrecht Dürer: Karácsony
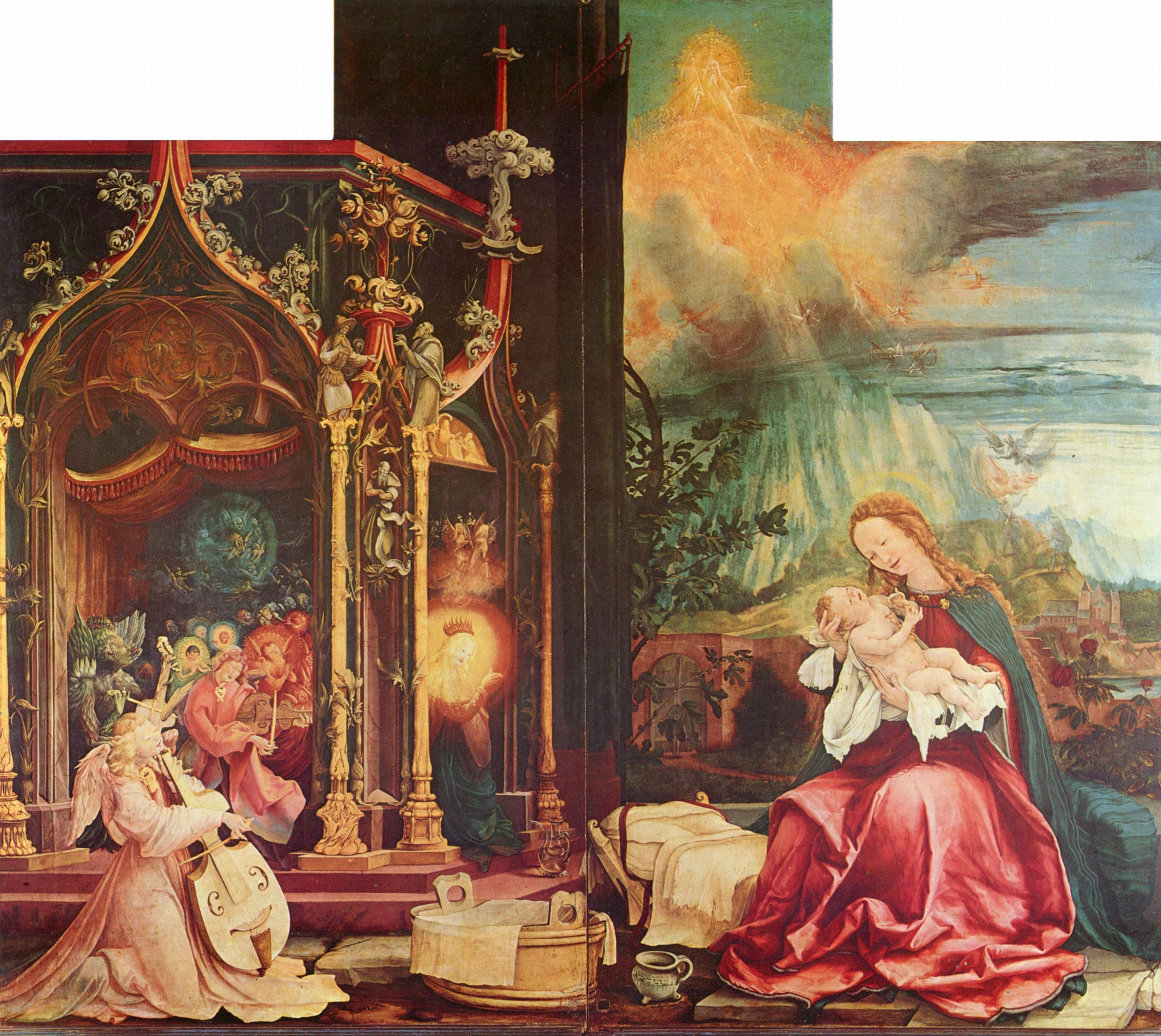
Matthias Grünewald: Isenheimi oltár, "Angyalkoncert" és "Mária a kertben